# Шалфей предсказателей
Шалфе́й предсказа́телей, или шалфе́й наркоти́ческий (лат. Salvia divinorum), — вид растений из рода шалфей, из листьев которого получают психоактивный галлюциноген  сальвинорин A. В культуре известен под транслитерацией своего латинского названия «сальвия дивинорум».

## Биологическое описание

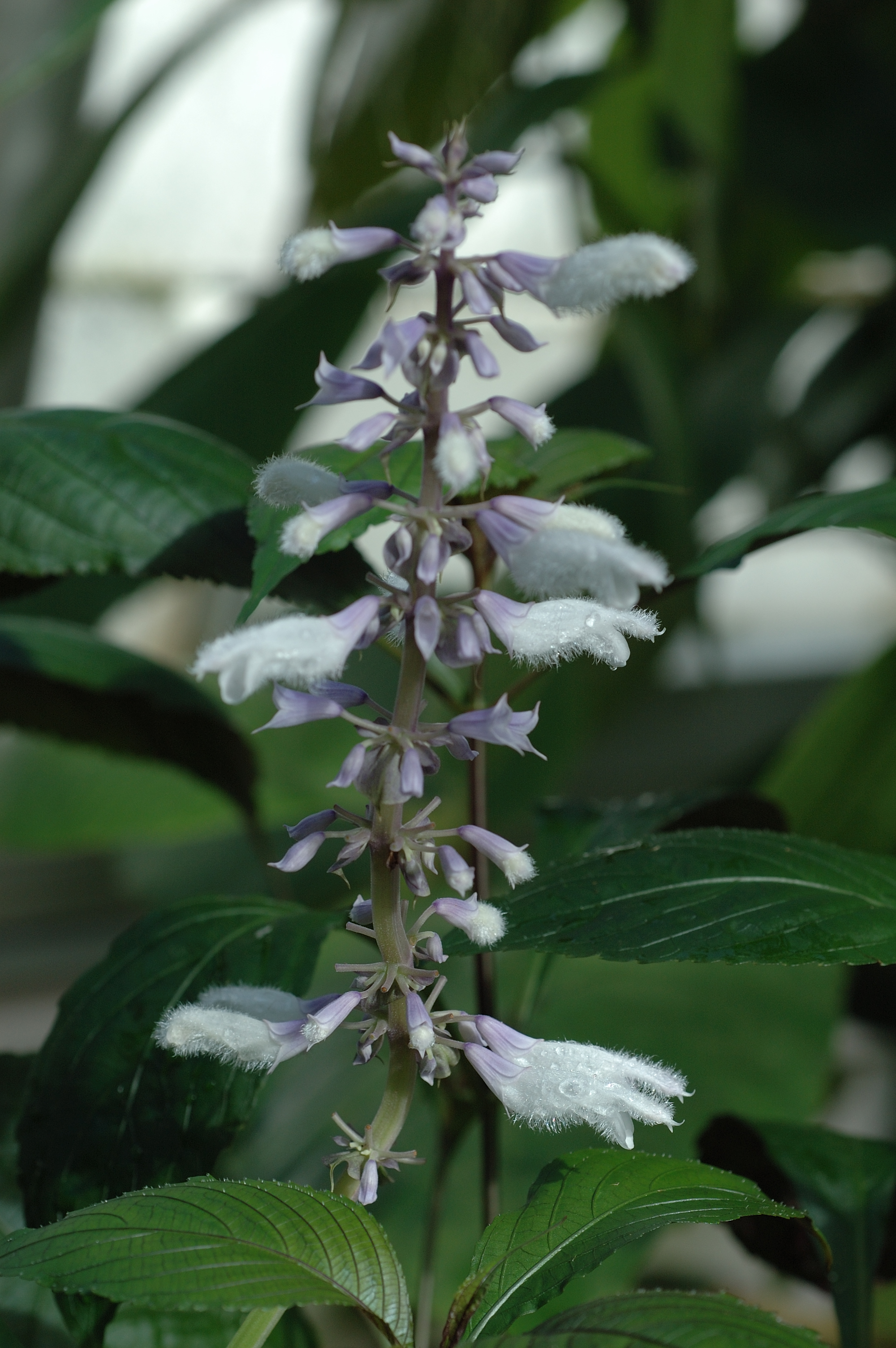
Соцветие шалфея предсказателей

Salvia divinorum не имеет значительных отличий в строении от других представителей своего рода. Корневищное, многолетнее, в начальный период — травянистое, а затем — полукустарниковое растение. Произрастает в субтропическом климате. При отсутствии заморозков растёт в течение всего года.
Корень деревянистый, с густой системой ветвления.
Стебель восходящий простой или ветвистый, квадратного сечения, в естественных условиях достигает высоты 1,5-2 метров. В естественных условиях происходит вегетативное размножение черенками — фрагменты стебля при контакте с влажной землёй укореняются и дают начало новым растениям.
Листья простые, цельные, овальной формы, могут достигать 20 см. Имеют изумрудно-зелёную окраску, покрыты короткими волосками. Край листа — округлозубчатый. Характер расположения листьев — супротивный.
Цветы сложно мутовчатые, с типичной для губоцветных формой, с белыми лепестками и пурпурными тычинками. На конце стебля собраны в колосовидные соцветия.
Плод — ценобий.

## История культуры
Родиной шалфея предсказателей является регион Сьерра Мадре мексиканского штата Оахака, где это растение до сих пор используется индейцами масатеками в основном в шаманских обрядах, а также — в меньших дозировках — в качестве мочегонного средства или средства от диареи, анемии, головной боли, ревматизма и недуга, известного как panzón de borrego (вздутие живота).
Растение было открыто и впервые описано в 1939 году Джином Бассетом Джонсоном, изучавшим индейский шаманизм.
Изучение активных действующих веществ, входящих в состав сальвии, началось в 1962 году, когда двое исследователей — химик Альберт Хофманн и этнобиолог Гордон Уоссон — отправились в экспедицию в горы Мексики, чтобы найти это растение.
Механизм воздействия[чего?] не был установлен вплоть до 1990-х годов, когда его изучением занялась группа американского этноботаника Даниэла Зиберта (англ. Daniel Siebert).
История окультуривания растения изучена недостаточно, существуют лишь предположения. Поскольку ареал этого вида небольшой, а использующие его коренные жители относятся к одной группе индейцев, растение либо родом из этой местности, либо было окультурено какой-то другой группой индейцев.
Гордон Уоссон экспериментально показал, что это растение могло бы быть мифологическим священным растением, которое упоминалось у ацтеков под названием «pipiltzintzintli». Предположение Уоссона стало предметом критики со стороны других этноботаников, в том числе скептически настроенного Линдера Вальдеса (Leander J. Valdés) и Джонатана Отта (Jonathan Ott).
Наряду с некоторыми другими растениями (например, Quararibea funebris) шалфей предсказателей выдвигался на роль ещё одного загадочного растения ацтеков, известного как «poyomatli».

## Действующие вещества
Основными психоактивными веществами, содержащимися в листьях Salvia divinorum, являются сальвинорин A и сальвинорин B, относящиеся к группе сложных органических соединений дитерпенов. Salvia divinorum содержит и другие фракции данных соединений (С, D, E и т. д.), но их концентрация относительно мала, а действие слабо изучено. Содержание сальвинорина составляет в свежих листьях 0,022 %, в сухих — 0,18 %.

## Законодательные ограничения

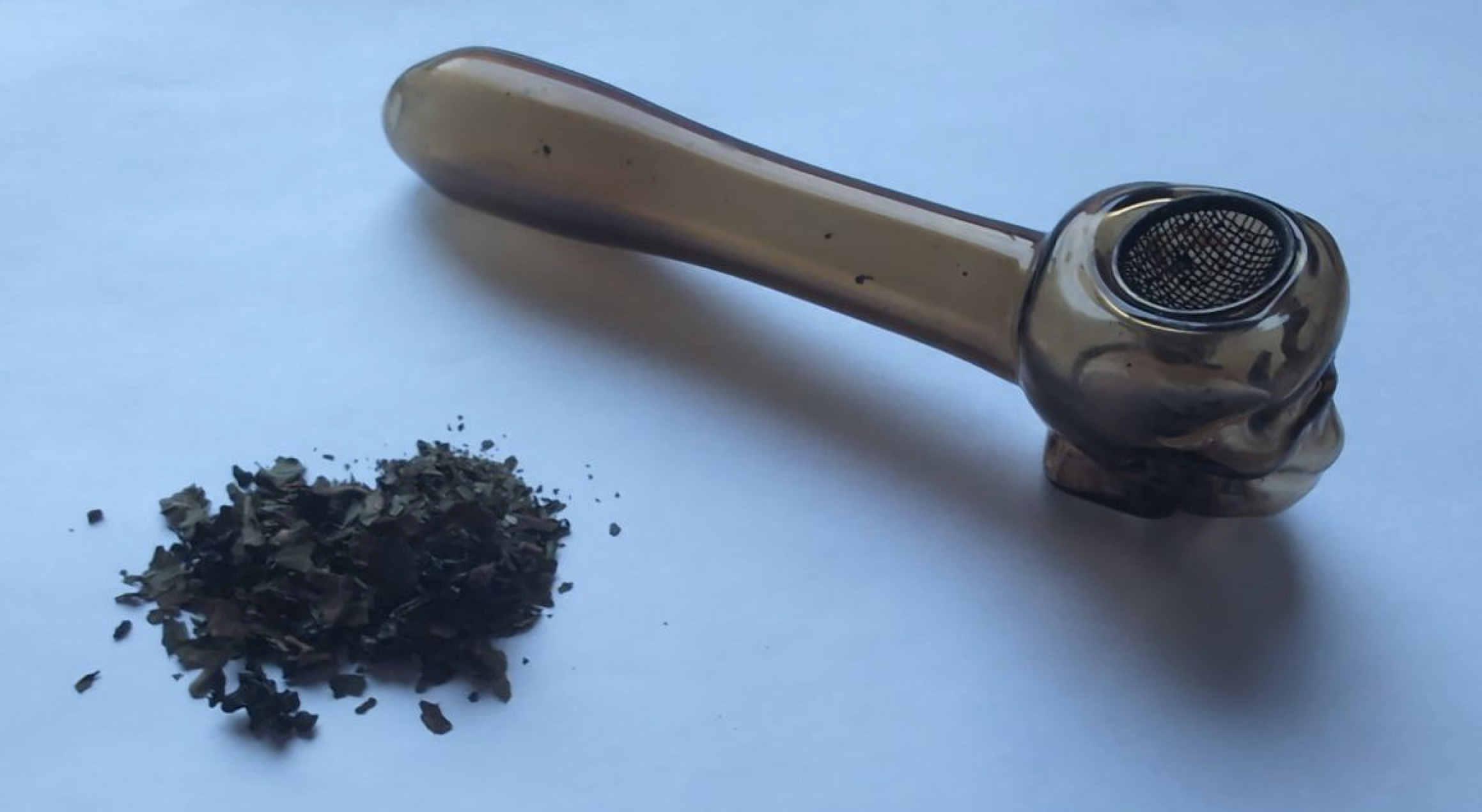
Высушенный шалфей

С 31 декабря 2009 года в России сальвия входит в Список I Перечня наркотических средств, психотропных веществ и их прекурсоров, подлежащих контролю в Российской Федерации (оборот запрещён). Этому предшествовало постановление от 9 апреля 2009 года главного государственного санитарного врача России о запрете оборота ряда курительных смесей и ароматизаторов (в том числе содержащих шалфей предсказателей) из-за содержания в их составе ядовитых веществ. В Австралии, Бельгии, Германии, Дании, Италии, Испании, Финляндии, Швеции, Эстонии, Японии, Латвии, в нескольких штатах США, с мая 2009 года Сальвинорин A и Salvia divinorum внесены в список контролируемых веществ. В этих государствах установлены соответствующие меры контроля за их производством и обращением.